# Oporinia umpuncta
Oporinia umpuncta är en fjärilsart som beskrevs av Barend J. Lempke 1950. Oporinia umpuncta ingår i släktet Oporinia och familjen mätare. Inga underarter finns listade i Catalogue of Life.